# ベルラボ・ディジタルシンセサイザー
ベルラボ・ディジタルシンセサイザー (Bell Labs Digital Synthesizer; 一般には アレス・マシーン (Alles Machine) または アリス (Alice) の名で知られる) は、1970年代にベル研究所のハル・アレス (Hal Alles)が設計した実験的アディティブ・シンセサイザーである。
アレス・マシーンは計72個のコンピュータ制御式オシレータを備え、アディティブ・シンセシス(加算合成)の手法でオシレータ出力をミックスして複数の楽音(ヴォイス)を合成した。アレス・マシーンは、ベル研究所の先行実験 —— 一部または全体を大型コンピュータ上のソフトウェアとして実装 —— の後を引き継ぐ、「最初の真のデジタル・アディティブ・シンセサイザー」と呼ばれている。 アレス・マシーンによる完全な楽曲録音はただ一曲のみで、その後分解され1981年オーバリン・カレッジ音楽院TIMARAに寄贈された。
1980年代には、アレスの設計に基づくシンセサイザー製品がいくつか発売されている: Crumar GDS (1980, GDS:General Development System), DKI Synergy (1981), Atari AMY 1 サウンドチップ (1984), Mulogix Slave 32 (1985)

## 概要

### 全体構成
アレス・マシーンは下記3つの装置で構成されていた:
- LSI-11マイクロコンピュータ
- プログラマブル・サウンドジェネレーター
- 多種多様な入力デバイス群

システム全体は大きな一体型ユニットに詰め込まれ、その重量は300ポンド(約136キログラム)もあったが、設計者は楽観的にも「ポータブル」と形容した。

### LSI11マイクロコンピュータ
DEC製LSI-11マイクロプロセッサを採用した汎用コンピューティング・システムで
- 二基のヒースキット製8インチ・フロッピーディスク・ドライブ[note 3]
- AT&Tカラー・ビデオターミナル
- 64 kWordのマッピング可能メモリー (ルックアップテーブル(後述)およびI/Oバッファ用)

を備え、入力デバイス用256入力7bit@250Hzの ADコンバータに接続されていた。

### 入力デバイス群
アレス・マシーンの入力デバイス群は下記の通り:
- 61鍵ピアノ・キーボード × 2段
- 三軸アナログ・ジョイスティック × 4本
- 72要素スライダー・バンク
- 各種スイッチ類

コントローラとパラメータの対応関係は、プログラム制御による任意割り当てが可能だった。コントローラからの入力データは、(マイクロコンピュータ上のプログラムで)パラメータにマッピングされ、最終的に一連のパラメータがサウンドジェネレータに送信された。ただし制御用帯域幅には制限があり、パラメータ変更が毎秒約1000回を超えるとCPUとフロッピー・ディスクが過負荷になった。この制限は毎秒約100音のそれなりに複雑なノートを発声可能なように設計されていた。

### サウンドジェネレータ
第1のオシレータ・バンクは32個のマスター・オシレータで構成され、マスター信号(各楽音の基本周波数信号)を生成した; つまり、システムの最大同時発音数は32声だった (以下参照)。第2のオシレータ・バンクは32個のスレーブ・オシレータで構成され、第1バンクの各マスター・オシレータに追随して(slaved)、最初のN倍音(1<N<127)を生成した。この他、32個のプログラマブル・フィルター、32個の振幅乗算器、256個のエンヴェロープ・ジェネレータのバンクがあった。これら全ての信号は、192個の加算器のバンクで任意に相互接続可能で、その後4系統16bit出力チャンネルの1つに送られDAコンバータ経由で出力された。

### 実装詳細
システム全体は約1,400個の集積回路からなる。 "実際の波形" (actual waveforms)は、任意時刻の振幅を64kWord ROMベースのテーブルからルックアップして、生成された。アレスは、システムの全計算をコントローラCPUで賄うための計算量削減策として、ルックアップテーブルのトリックをいくつか採用した。(一例を挙げると、乗算は二つの数をテーブルからルックアップしそれらを差し引く事で回避され (訳注: 差し引く意図が不明確)、気づいた時には結果は被乗数と乗数の積と同じだった) システムを動かす全ては、255個のタイマーとイベント処理用の16個のキューだった。コントローラはイベントをキューに投げ、キュー内のイベントはタイムスタンプ順にソートされ、サウンドジェネレータに送られた。

## 影響
アレス・マシーンは業界内で絶大な影響力を誇ったが、その実装コストは極めて高価であり、同様な原理に基づく製品が大多数のミュージシャンにとって手頃な値段で入手可能になるまで、しばらく時間がかかった。

### Crumar GDS (1980)
ニューヨークのMusic Technologiesは、アレス・マシーンを再パッケージ化する取り組みの中で、イタリアのCrumarと提携してDigital Keyboards Inc. (DKI)を設立した。その成果は2ユニット構成の若干小さ目のシステムで、Z80ベースのマイクロコンピュータとディスクドライブからなる1つ目のユニット、1段キーボードと少数の入力スライダー・セットからなる2つ目のユニットで構成されていた。Crumar General Development System または GDS として知られるこのシステムは、1980年3万ドルで発売され、同じパフォーマンスを何度も安定再現可能なフレキシブルなシステムを必要とするスタジオに販売された。 なお同時代のアナログシンセは入力コントローラ周りの環境変化 — つまり演奏パフォーマンス全般 — の影響を受けやすく、たとえ短い遅延の後でも結果が異なる傾向があった。GDSに最も傾倒したユーザの一人、ウェンディー・カルロスはトロン (映画) のサウンドトラックでGDSを活用し、 その後現在に至るまでこの楽器を愛用している。

### DKI Synergy (1981)

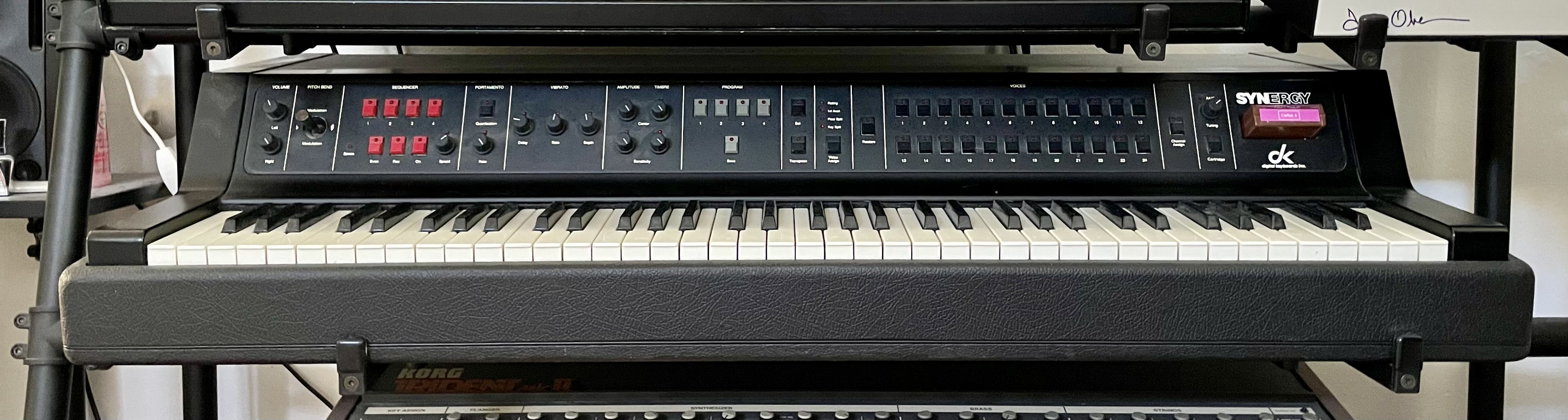
DKI Synergy

同じ基本コンセプトによる更なる作業の成果が、1981年発売の低価格な Synergyである。Synergyはコンピュータ部を取り去り、システム全体を77鍵キーボード筐体に再パッケージ化した製品だった。ほぼ時を同じくして、他のアディティブ・シンセサイザー製品 Con Brio ADS 200 も比較的低価格な2万ドルで市場参入を果たした。Con Brio と GDSはいずれも販売が振るわなかったが、Synergyはいくらか市場シェアを得た。しかし1983年登場したYamaha DX7はあっという間に市場を制圧した。DX7が採用したFMシンセシスは、アディティブ・シンセシスと同様な出音の基本コントロールを提供していたが、アディティブ・シンセシスならば多数の倍音オシレータが必要な音響効果を、わずか二個のオシレータで再現可能だった。 DX7のわずか2,000ドルという価格帯は、アディティブ・シンセサイザーのいかなる競合努力をも排除した。そして1985年Synergyの生産は終了した。

### Mulogix Slave 32 (1985)

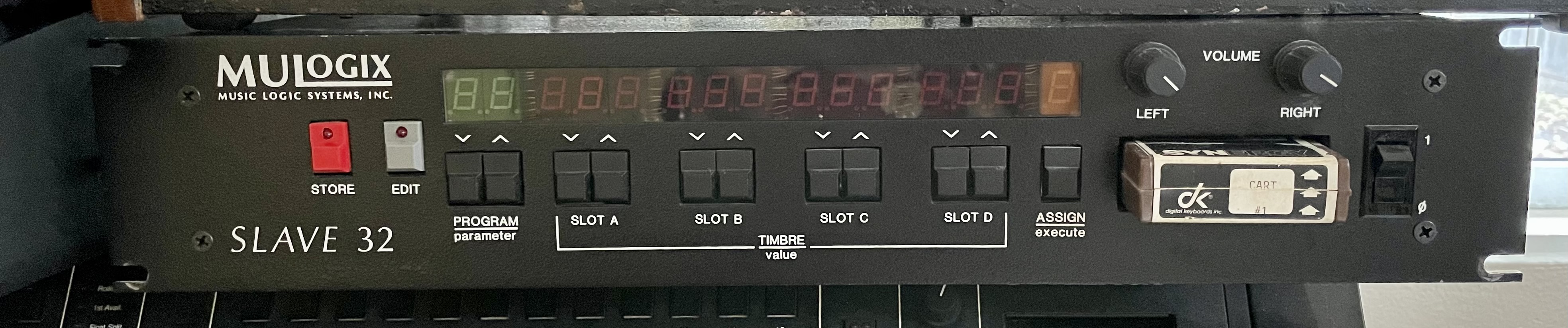
Mulogix Slave 32

オリジナル・マシーンの最終バージョンは、1985年秋 Digital Keyboards Inc. の閉鎖後に生産された。Digital Keyboards Inc. のチーフ・デザイナーMercer Stockellは、宿替えしてJim WrightおよびJerry Ptascynskiと共に Mulogix社を設立した。Mulogix Slave 32は、Synergyを2つのラックマウント・モジュールに再パッケージしてMIDIインタフェースを追加した製品で、SynergyのEPROMカートリッジの読み書きも可能だった。

### Atari AMY 1 サウンドチップ (1984)
1984年Atari社はプロジェクトGAZAで、アレス・マシーンの1チップ実装の開発努力を開始した。その成果であるAMY 1チップは、64個のオシレータと、ゲーム効果音用の複数のノイズ・ジェネレータを備えていた。しかしながら AMYは決して発売されず、またこのチップで低価格シンセを製造する3rdパーティの試みも、Atari社が訴訟の脅しをかけたため終了した。